# Luigi Meneghello
Luigi Meneghello (* 16. Februar 1922 in Malo bei Vicenza; † 26. Juni 2007 in Thiene bei Vicenza) war ein italienischer Schriftsteller. Er gilt als einer der originellsten Vertreter der italienischen Literatur im 20. Jahrhundert.

## Leben
Luigi Meneghello war im Zweiten Weltkrieg italienischer Partisan und Widerstandskämpfer. Er lebte seit 1947 in Großbritannien und kehrte erst 2000 nach Italien zurück.
Meneghello wurde 1963 mit seinem Werk „Libera nos a malo“ bekannt. Das Buch mit dem Titel eines Wortspiels zwischen „Befreie uns von dem Bösen“ und „Befreie uns von Malo“ ist eine Mischung aus Roman, Essay und soziologischer Studie, in der er seine Kindheit in dem norditalienischen Dorf Malo bei Vicenza reflektiert. Das Werk gilt bei Literaturkritikern als eines der bedeutendsten italienischen Bücher des 20. Jahrhunderts.
Der autobiografische Roman „Die kleinen Meister“ von 1964 zählt nach Meinung der Kritiker zu den wichtigen Beschreibungen des italienischen Widerstands und Neuanfangs nach dem Ende des Zweiten Weltkriegs. Er gehört den wenigen ins Deutsche übersetzten Werken des Norditalieners. „Die kleinen Meister“ wurde 1998 von dem italienischen Regisseur Daniele Luchetti verfilmt.
Ein Spezifikum in Meneghellos Stil war die häufige Aufnahme englischer Zitate und dialektaler Elemente seiner vicentinischen Heimat in seine sonst hochitalienischen Texte.
2007 wurde er mit dem Antonio-Feltrinelli-Preis ausgezeichnet.

## Werke
- Libera nos a Malo, Mondadori, Milano, 1963
- I piccoli maestri, Mondadori, Milano, 1964; dt. Die kleinen Meister, Wagenbach, Berlin 1990, und Fischer TB, Frankfurt am Main 1993: ISBN 3-596-10987-6
- Pomo Pero, Mondadori, Milano, 1974
- Fiori italiani, Mondadori, Milano, 1976
- L’acqua di Malo, Lubrina, 1986
- Il Tremaio. Note sull’interazione tra lingua e dialetto nelle scritture letterarie, Lubrina, 1986
- Jura, Garzanti, Milano, 1987
- Bau-Sète!, Rizzoli, Milano, 1988; dt. Wieder da!, Wagenbach, Berlin 1993, ISBN 3-803-13107-3
- Leda e la schioppa, Moretti & Vitali, 1989
- Rivarotta, Moretti & Vitali, 1989
- Che fate quel giovane?, Moretti & Vitali, 1990
- Maredè, Maredè, Rizzoli, Milano, 1991
- Il dispatrio, Rizzoli, Milano, 1993
- Promemoria 1994
- Il Turbo e il Chiaro 1996
- La materia di Reading, Rizzoli, Milano, 1997
- Le Carte. Volume I: Anni sessanta, Rizzoli, Milano, 1999
- Le Carte. Volume II: Anni settanta, Rizzoli, Milano, 2000
- Le Carte. Volume III: Anni ottanta, Rizzoli, Milano, 2001
- Trapianti. Dall'inglese al vicentino, Rizzoli, Milano, 2002
- Quaggiù nella biosfera. Tre saggi sul lievito poetico delle scritture, Rizzoli, Milano, 2004
- La materia di Reading e altri reperti, Rizzoli, Milano, 2005